# Leutenberg
Leutenberg est une ville allemande de l'arrondissement de Saalfeld-Rudolstadt, Land de Thuringe.